# Težkovodni reaktor
Težkovodni reaktor - HWR je tip jedrskega reaktorja, ki uporablja težko vodo (D2O) kot moderator in kot hladilno sredstvo. Težkovodni reaktorji so dražji za izdelavo kot lahkovodni, predvsem zaradi cene težke vode, ki je nekaj sto dolarjev za kilogram. Vendar pa lahko uporablja za gorivo naravni uran, ki ga ni treba obogatiti.
Pri tlačnih težkovodnih reaktorjih (PHWR), kot npr. CANDU je voda v primarnem hladilnem ciklu presurizirana, tako da ne pride do vretja. Gorivo se lahko menja med delovanje reaktorja, ni treba izklopiti reaktorja kot pri lahkovodnih. CANDU ima možnost uporabe porabljenega goriva iz lahkovodnih reaktorjev - t. i. DUPIC.